# Indian Springs Village
Indian Springs Village est une ville américaine située dans le comté de Shelby en Alabama.
Selon le recensement de 2010, Indian Springs Village compte 2 363 habitants. La municipalité s'étend sur 3,83 milles carrés (9,92 km2), dont 3,80 milles carrés (9,84 km2) de terres.
Indian Springs Village devient une municipalité le 16 octobre 1990.

## Démographie
| 2000  | 2010  | - | - |
| ----- | ----- | - | - |
| 2 225 | 2 363 | - | - |